# New York Motion Picture Company
New York Motion Picture Company est une société de production et de distribution cinématographique américaine existante de 1909 à 1914. Dirigée à sa création par Charles Baumann, Elle change de nom en 1912 pour devenir la New York Picture Corporation. Elle sort des films sous plusieurs marques différentes, notamment 101 Bison, Kay-Bee, Broncho, Domino, Reliance et Keystone Studios,.
Keystone fera plus tard partie de Triangle Pictures, qui fusionnera avec Feature Play pour devenir Paramount Studios.

## Historique

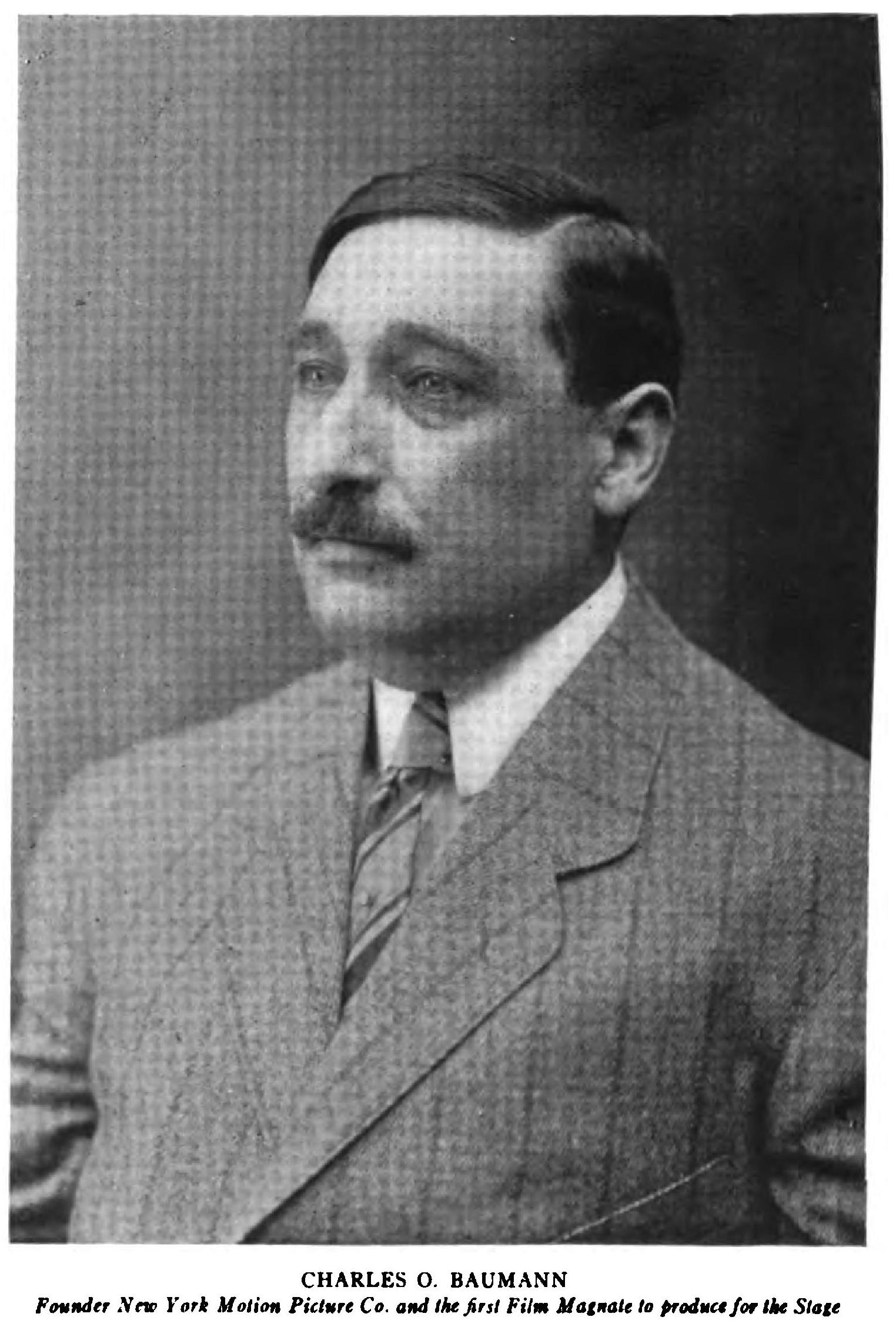
Charles O. Bauman, fondateur de la New York Motion Picture Company..

La New York Motion Picture Company est fondée en 1909 par Adam Kessel (1866-1946), Charles Baumann et le caméraman Frank Balshofer,. À l'origine, la société se consacre uniquement à la distribution de films, mais son refus de travailler avec la Motion Picture Patents Company (MPPC) de Thomas Edison crée des difficultés pour l'obtention de films. Kessel déclare au sujet de cette période : « Nous devrions cesser nos activités si nous ne produisions pas nous-mêmes des films ». Leur premier film, Disinherited Son's Loyalty, est réalisé en mai 1909. Il coûte environ 200 dollars et rapporte 2 000 dollars. À partir de cette date, NYMPC produit environ la moitié des films qu'elle diffuse.
La société fusionne plus tard avec l'Universal Film Manufacturing Company, avant de se retirer de la fusion en faveur de sa rivale, la Mutual Film, lorsque Universal tentera de destituer Baumann de son poste de président de la société.
En raison de la situation juridique compliquée, Universal a continué à sortir des films sous la marque 101 Bison en même temps que Mutual, ce qui a incité NYMPC à publier des dépliants invitant les spectateurs à s'assurer qu'ils regardaient un « véritable Bison, ». C'est durant leur collaboration avec Mutual que Kessel et Baumann fondent la société Keystone Studios avec le réalisateur et acteur Mack Sennett. La compagnie déménage alors du Nord-Est vers la Californie et, est l'une des premières à le faire,.
C'est durant son année d'apprentissage à Keystone que Charlie Chaplin réalise certains de ses premiers films. C'est lors de son séjour à Keystone qu'il crée le personnage de "Charlot" qui le rendra célèbre.
En 1915, les studios Keystone deviennent partie intégrante de la Triangle Film Corporation, après la décision de mettre fin à la fusion avec la Mutual Film. Triangle Film cherche à combiner les talents des producteurs D. W. Griffith, Thomas H. Ince et Mack Sennett. Il s'agit essentiellement d'une alliance d'actifs entre Kessel, Baumann et l'ancien président de la Mutual Film Corp, Harry Aitken, ainsi que la société Feature Play de Jesse L. Lasky. Leur mission était de produire des longs métrages à plusieurs bobines, à l'instar de Naissance d'une nation, qui plairaient aux classes supérieures tout en gagnant en popularité auprès de la population.
Triangle Film est largement considéré comme un échec, mais Feature Play fusionnera avec Famous Players pour devenir Paramount Pictures, une société qui réussit beaucoup mieux à atteindre le type d'intégration verticale que Triangle recherchait dans son modèle d'entreprise>,.

## Filmographie sélective

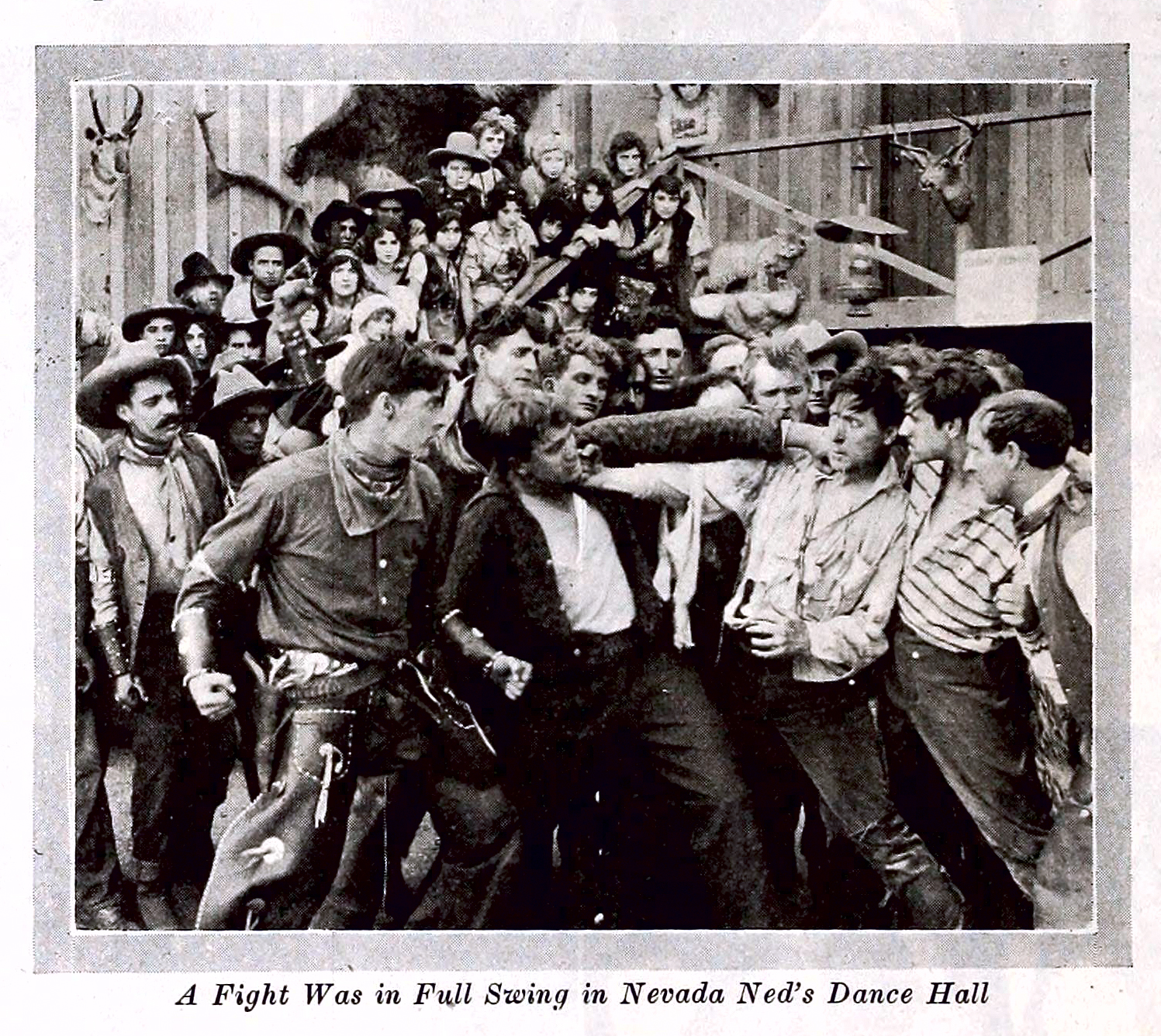
Scène du film de 1915 On the Night Stage, produit par New York Motion Pictures et mettant en vedette William S. Hart.

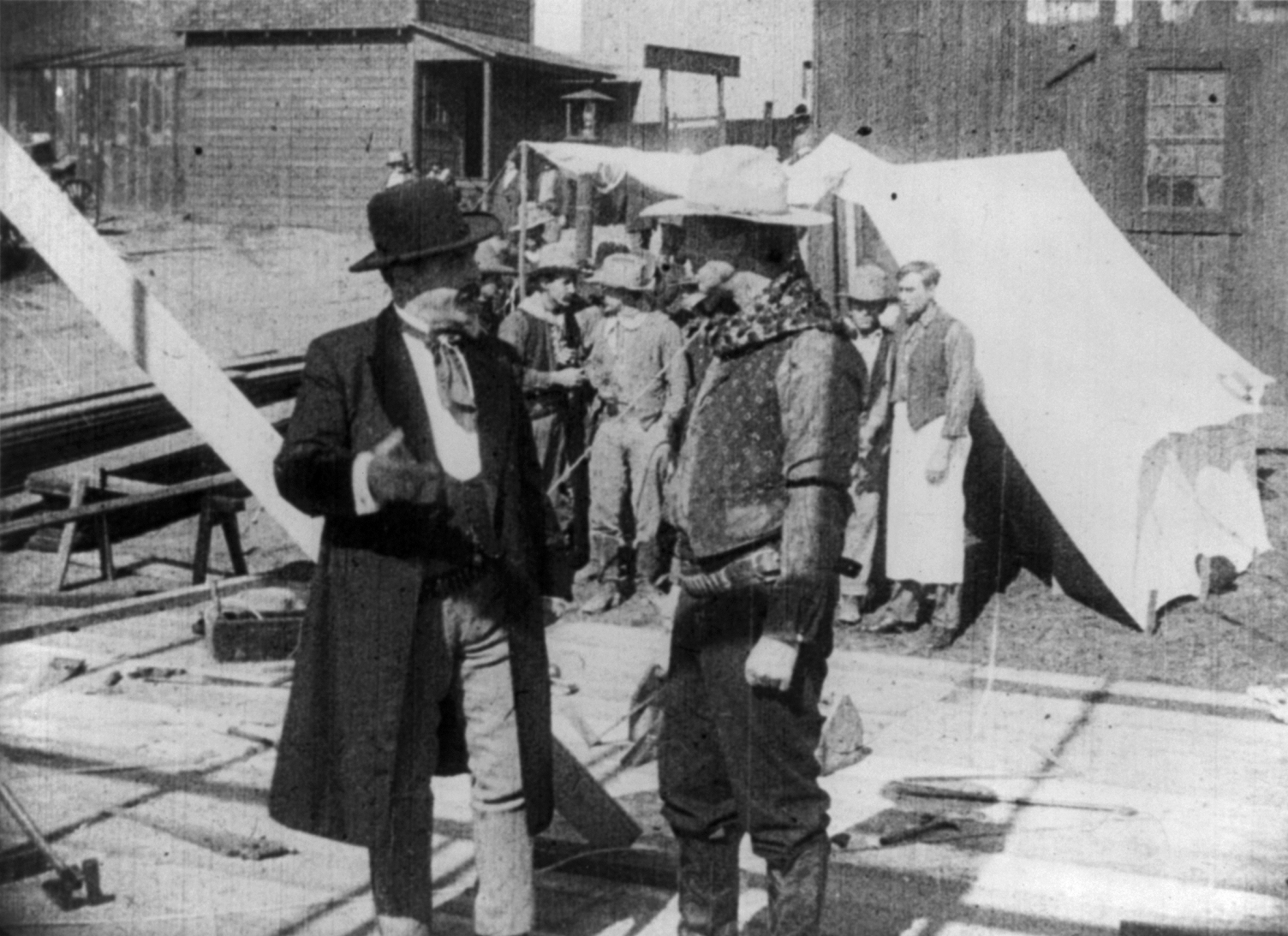
Scène du film The Desert Man, produit par New York Motion en 1917, avec William S. Hart.

| Date de sortie | Titre original       |
| -------------- | -------------------- |
| Octobre 1914   | L'Honneur japonais   |
| Août 1915      | The Toast of Death   |
| Novembre 1915  | Un lâche             |
| Décembre 1915  | The Winged Idol      |
| Février 1916   | The Three Musketeers |
| Avril 1916     | The Stepping Stone   |
| Août 1917      | Pour son gosse       |